# Liste der Biografien/Schmidt, F
Liste der Biografien |
Portal Biografien |
F Personensuche
# |
A |
B |
C |
D |
E |
F |
G |
H |
I |
J |
K |
L |
M |
N |
O |
P |
Q |
R |
S |
T |
U |
V |
W |
X |
Y |
Z |
?
 
Sa |
Sb |
Sc |
Sd |
Se |
Sf |
Sg |
Sh |
Si |
Sj |
Sk |
Sl |
Sm |
Sn |
So |
Sp |
Sq |
Sr |
Ss |
St |
Su |
Sv |
Sw |
Sy |
Sz
 
Sca–Sce |
Sch |
Sci–Scz
 
Scha |
Schc |
Schd |
Sche |
Schg |
Schi |
Schj |
Schk |
Schl |
Schm |
Schn |
Scho |
Schp |
Schr |
Schs |
Scht |
Schu |
Schv |
Schw |
Schy
 
Schma |
Schme |
Schmi |
Schmo |
Schmu |
Schmy
 
Schmic |
Schmid |
Schmie |
Schmig |
Schmik |
Schmil |
Schmin |
Schmir |
Schmis |
Schmit
 
Schmida |
Schmidb |
Schmide |
Schmidf |
Schmidg |
Schmidh |
Schmidi |
Schmidj |
Schmidk |
Schmidl |
Schmidm |
Schmidp |
Schmidr |
Schmids |
Schmidt |
Schmid, A |
Schmid, B |
Schmid, C |
Schmid, D |
Schmid, E |
Schmid, F |
Schmid, G |
Schmid, H |
Schmid, I |
Schmid, J |
Schmid, K |
Schmid, L |
Schmid, M |
Schmid, N |
Schmid, O |
Schmid, P |
Schmid, R |
Schmid, S |
Schmid, T |
Schmid, U |
Schmid, V |
Schmid, W |
Schmid, Y
 
Schmidt, A |
Schmidt, B |
Schmidt, C |
Schmidt, D |
Schmidt, E |
Schmidt, F |
Schmidt, G |
Schmidt, H |
Schmidt, I |
Schmidt, J |
Schmidt, K |
Schmidt, L |
Schmidt, M |
Schmidt, N |
Schmidt, O |
Schmidt, P |
Schmidt, R |
Schmidt, S |
Schmidt, T |
Schmidt, U |
Schmidt, V |
Schmidt, W |
Schmidt, Y |
Schmidtb |
Schmidtc |
Schmidte |
Schmidtg |
Schmidth |
Schmidti |
Schmidtk |
Schmidtl |
Schmidtm |
Schmidtn |
Schmidts
Die Liste der Biografien führt alle Personen auf, die in der deutschsprachigen Wikipedia einen Artikel haben. Dieses ist eine Teilliste mit 89 Einträgen von Personen, deren Namen mit den Buchstaben „Schmidt, F“ beginnt.

## Schmidt, F

### Schmidt, Fa
- Schmidt, Fabian (* 1975), deutscher Degenfechter
- Schmidt, Fabian (* 1992), deutscher Volleyballspieler
- Schmidt, Fabien (* 1989), französischer Straßenradrennfahrer

### Schmidt, Fe
- Schmidt, Felix (1848–1927), deutscher Säger (Bass) und Gesangspädagoge
- Schmidt, Felix (1857–1927), deutscher Landschaft-, Tier- und Jagdmaler, Lithograf, Illustrator und Scherenschnittkünstler
- Schmidt, Felix (1885–1932), deutscher Politiker (KPD/KPO), MdL
- Schmidt, Felix (* 1979), deutscher Jurist und Bundesrichter
- Schmidt, Feodora (1914–1997), deutsche Pilotin
- Schmidt, Ferdinand (1816–1890), deutscher Schriftsteller und Volkspädagoge
- Schmidt, Ferdinand (1818–1903), Landtagsabgeordneter Waldeck
- Schmidt, Ferdinand (1840–1909), deutscher Architekturfotograf
- Schmidt, Ferdinand (1883–1952), deutscher Kirchenmusiker
- Schmidt, Ferdinand (1889–1960), deutscher Physiker und Hochschullehrer
- Schmidt, Ferdinand (1909–1981), deutscher Apotheker
- Schmidt, Ferdinand (1918–1980), deutscher Arzt und Politiker (SPD), MdL, MdB
- Schmidt, Ferdinand August (1852–1929), deutscher Arzt und Sportphysiologe
- Schmidt, Ferdinand Jakob (1860–1939), deutscher Philosoph und Pädagoge
- Schmidt, Ferdinand Josef (1791–1878), österreichischer Kaufmann und Naturforscher
- Schmidt, Ferenc (* 1963), deutscher Fußballspieler

### Schmidt, Fl
- Schmidt, Florens (* 1984), deutscher Schauspieler und Musiker
- Schmidt, Florian (* 1975), deutscher Kommunalpolitiker (Bündnis 90/Die Grünen), Berliner Bezirksstadtrat
- Schmidt, Florian (* 1986), deutscher Sportschütze

### Schmidt, Fr
- Schmidt, Frank (* 1943), deutscher Politiker (CDU), MdVK, MdB
- Schmidt, Frank (* 1966), deutscher Politiker (SPD), MdB
- Schmidt, Frank (* 1974), deutscher FußballtrainerFrank Schmidt (* 1974)

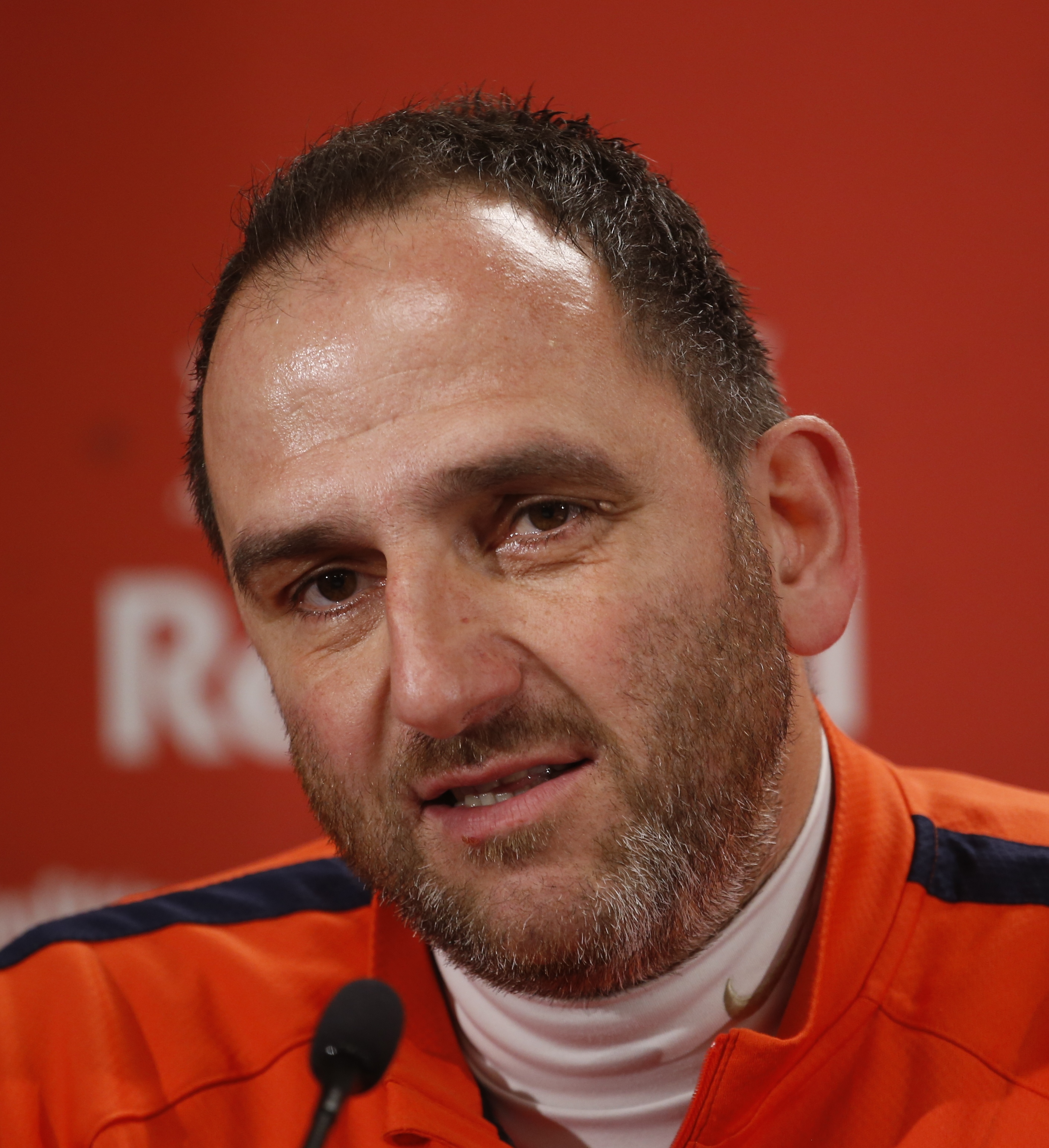
Frank Schmidt (* 1974)

- Schmidt, Frank (* 1980), deutscher Jurist und Politiker (SPD), MdL
- Schmidt, Franz, österreichischer Harmonikabauer
- Schmidt, Franz, deutscher Kommunalpolitiker (NSDAP)
- Schmidt, Franz, Scharfrichter
- Schmidt, Franz (1751–1834), österreichischer Botaniker
- Schmidt, Franz (1814–1882), deutscher Mediziner, Entomologe und Ornithologe
- Schmidt, Franz (1818–1853), deutsch-katholischer Prediger, Mitglied der Frankfurter Nationalversammlung 1848/49
- Schmidt, Franz (1825–1888), deutscher Mechaniker und Unternehmer
- Schmidt, Franz (1874–1939), österreichischer Komponist
- Schmidt, Franz (* 1891), deutscher Politiker (Wirtschaftspartei), MdL
- Schmidt, Franz (1899–1973), deutscher Kommunalpolitiker (CDU)
- Schmidt, Franz von (* 1895), deutscher Schriftsteller
- Schmidt, Franz Willibald (1764–1796), böhmischer Botaniker und Pflanzenmaler
- Schmidt, Franz Xaver (1828–1914), deutscher Jurist und Politiker (Zentrum), MdR
- Schmidt, Franz Xaver (1857–1916), österreichischer Baumeister und Architekt
- Schmidt, Franziska (1899–1979), deutsche Publizistin und Politikerin (SPD), MdL
- Schmidt, Fred (* 1902), deutscher Seeoffizier, Schriftsteller, Herausgeber und Lehrer
- Schmidt, Fred (1935–2010), deutscher Entertainer und volkstümlicher Sänger
- Schmidt, Fred (* 1943), US-amerikanischer Schwimmer
- Schmidt, Frederick (* 1984), britischer Schauspieler
- Schmidt, Friedel (* 1946), deutscher Maler, Zeichner und Schriftsteller
- Schmidt, Friedemann (* 1964), deutscher Fernsehmoderator und Apotheker
- Schmidt, Frieder (* 1952), deutscher Papierhistoriker
- Schmidt, Friedrich (1804–1869), deutscher Gutsbesitzer und Politiker
- Schmidt, Friedrich (1832–1908), russisch-baltischer Geologe
- Schmidt, Friedrich (1874–1943), österreichischer Architekt und Politiker (GdP)
- Schmidt, Friedrich (1880–1950), deutscher Gewerkschafter und Politiker (SPD), MdL
- Schmidt, Friedrich (1902–1973), deutscher Politiker (NSDAP), MdR
- Schmidt, Friedrich Albert (1846–1916), deutscher Landschafts- und Porträtmaler
- Schmidt, Friedrich August (1785–1858), protestantischer Theologe, Superintendent, Kirchenrat sowie Bibliograf und Lexikograf
- Schmidt, Friedrich August (1787–1855), deutscher Maler, Kupferstecher und Lithograf
- Schmidt, Friedrich August Christian (1777–1844), deutscher Advokat und Stifter
- Schmidt, Friedrich Christian (1755–1830), deutscher Kameralist, Naturforscher und Naturaliensammler
- Schmidt, Friedrich Christian (1776–1862), deutscher Richter
- Schmidt, Friedrich G. G. (1868–1945), deutsch-amerikanischer Sprach- und Literaturforscher
- Schmidt, Friedrich Karl (1901–1977), deutscher Mathematiker
- Schmidt, Friedrich Lorenz (1886–1970), deutscher Heimatschriftsteller
- Schmidt, Friedrich Ludwig (1772–1841), Schauspieler, Theaterdirektor, Regisseur und Dramatiker
- Schmidt, Friedrich Ludwig (1833–1890), deutscher Theaterschauspieler, Opernsänger (Bariton) und -regisseur
- Schmidt, Friedrich Philipp (1844–1903), deutscher Brauereibesitzer und Stifter
- Schmidt, Friedrich Reinhard (* 1937), deutscher Ingenieur und Philosoph
- Schmidt, Friedrich Samuel (1737–1796), deutsch-schweizerischer Gelehrter und Diplomat
- Schmidt, Friedrich Traugott (1899–1944), deutscher Konteradmiral
- Schmidt, Friedrich von (1825–1891), deutsch-österreichischer ArchitektFriedrich von Schmidt (1825–1891)

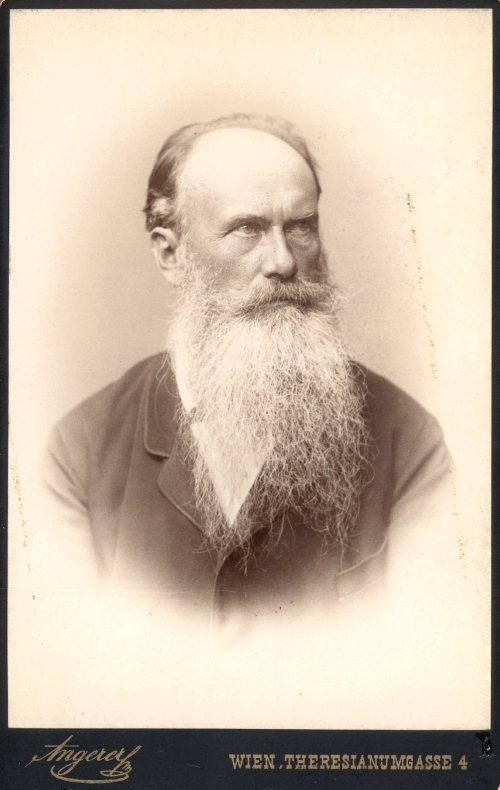
Friedrich von Schmidt (1825–1891)

- Schmidt, Friedrich Wilhelm (1756–1798), deutscher Kupferstecher
- Schmidt, Friedrich Wilhelm (1786–1846), preußischer Offizier und provinzialrömischer Archäologe
- Schmidt, Friedrich Wilhelm (1831–1902), deutscher evangelischer Theologe
- Schmidt, Friedrich Wilhelm (1833–1907), katholischer Priester, Ordensmann und Pädagoge
- Schmidt, Friedrich Wilhelm (1893–1945), deutscher evangelischer Theologe
- Schmidt, Friedrich Wilhelm Valentin (1787–1831), deutscher Bibliothekar, Anglist, Romanist und Komparatist
- Schmidt, Frithjof (* 1953), deutscher Politiker (Bündnis 90/Die Grünen), MdEP, MdB
- Schmidt, Fritz (1842–1898), deutscher Theaterschauspieler
- Schmidt, Fritz (1882–1950), deutscher Betriebswirtschaftler und Nationalökonom
- Schmidt, Fritz (1882–1964), deutscher Politiker (SPD)
- Schmidt, Fritz (1888–1968), deutscher Jurist und Kommunalpolitiker
- Schmidt, Fritz (1892–1986), deutscher Zoologe und Fachautor
- Schmidt, Fritz (1899–1942), deutscher Politiker (NSDAP), MdR
- Schmidt, Fritz (1900–1982), deutscher Ingenieur, Wärmetechniker sowie Hochschullehrer
- Schmidt, Fritz (1903–1943), deutscher Politiker (NSDAP), MdR, Generalkommissar in den NiederlandenFritz Schmidt (1903–1943)

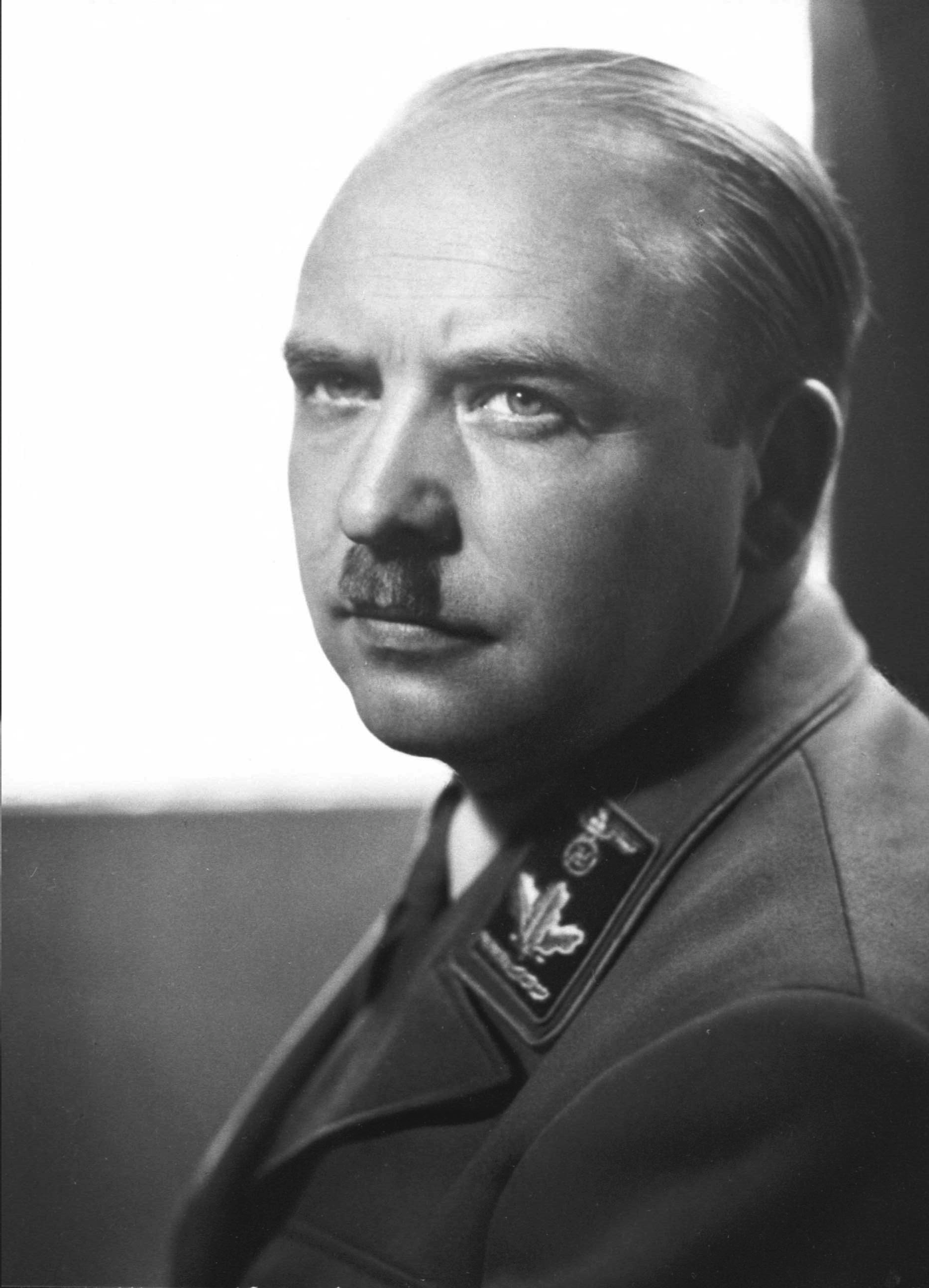
Fritz Schmidt (1903–1943)

- Schmidt, Fritz (1908–1983), deutscher Gestapo-Mitarbeiter, SS-Führer und Täter des Holocaust
- Schmidt, Fritz (* 1919), deutscher Fußballspieler
- Schmidt, Fritz (* 1927), deutscher Fußballspieler
- Schmidt, Fritz (1943–2024), deutscher Hockeyspieler
- Schmidt, Fritz-Philipp (1869–1945), deutscher Maler und Illustrator